# 古迪耶塔姆
古迪耶塔姆（Gudiyatham），是印度泰米尔纳德邦Vellore县的一个城镇。总人口91376（2001年）。

## 人口
该地2001年总人口91376人，其中男性45506人，女性45870人；0—6岁人口9427人，其中男4826人，女4601人；识字率71.13%，其中男性为78.28%，女性为64.04%。